# 1981年の航空
< 1981年
1980年の航空 - 1981年の航空 - 1982年の航空

## 航空に関する出来事
- 1月3日 - パンアメリカン航空が、ボーイング707の運行を終止した。
- 1月7日 - 中国民航が、ボーイング747で1949年以来初めて、中国本土からのニューヨークのJFK国際空港に乗り入れた。
- 1月18日 - ベル・ヘリコプターが25,000機目のヘリコプターを生産した。
- 1月28日 - パンアメリカン航空がニューヨーク、北京間の週一便の定期運行を開始した。
- 2月1日 - ダグラスの創始者、ドナルド・ダグラスが88歳で死去
- 2月12日 - マックス・アンダーソンと、ドン・アイダが気球による世界一周飛行に失敗した。彼らの気球、ジュール・ヴェルヌ号はルクソールからニューデリーまでの4667kmを飛行した。
- 2月18日 - ジャック・ノースロップが死去。
- 3月2日 - 日本航空が乗務員を養成するのに初めて、コンピューター使用のフライトシミュレータを使用した。
- 3月28日 - ミシェル・ブレトンが、パリとアムステルダム間でエールフランスの最後のシュド・カラベルの運行を行った。
- 3月29日 - ブリティッシュ・エアウェイズの最後のビッカース VC-10の運行が行なわれた。
- 4月3日 - パンアメリカン航空の創設者、ファン・トリップが、ロサンゼルスで死去した。
- 4月10日 - 日本航空の運んだ旅客が通算1,000万人に達した。
- 4月12日 - 最初のスペースシャトル、コロンビアが打上げられた。2日後着陸に成功した。
- 4月30日 - ピープル・エクスプレスが運行を開始した。
- 5月1日 - アメリカン航空が「AAdvantage」（アドバンテージ・プログラム）を開始（マイレージサービスのルーツ）。
- 6月7日 - イスラエル空軍のF-16 ファイティング・ファルコンがイラクへの攻撃を行い、オシラクの原子炉を破壊した。（イラク原子炉爆撃事件）

- 6月18日 - F-117が初飛行した。

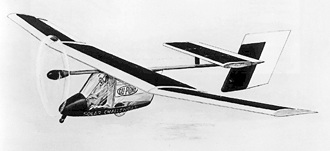
ソーラー・チャレンジャー

- 7月7日 - スティーブン・プタセクが太陽電池動力のソーラー・チャレンジャーでドーバー海峡を5時間あまりで横断した。
- 7月17日 - イスラエル空軍機がパレスチナ人のテロ攻撃に報復のためにベイルートを攻撃した。
- 8月19日 - アメリカ海軍のF-14 トムキャット2機が、2機のリビア空軍のスホーイSu-22をシドラ湾上で撃墜した。 （シドラ湾事件 (1981年)）
- 9月3日 - マクドネル・ダグラスは1000機目のDC-9を生産し、スイス航空に納入した。

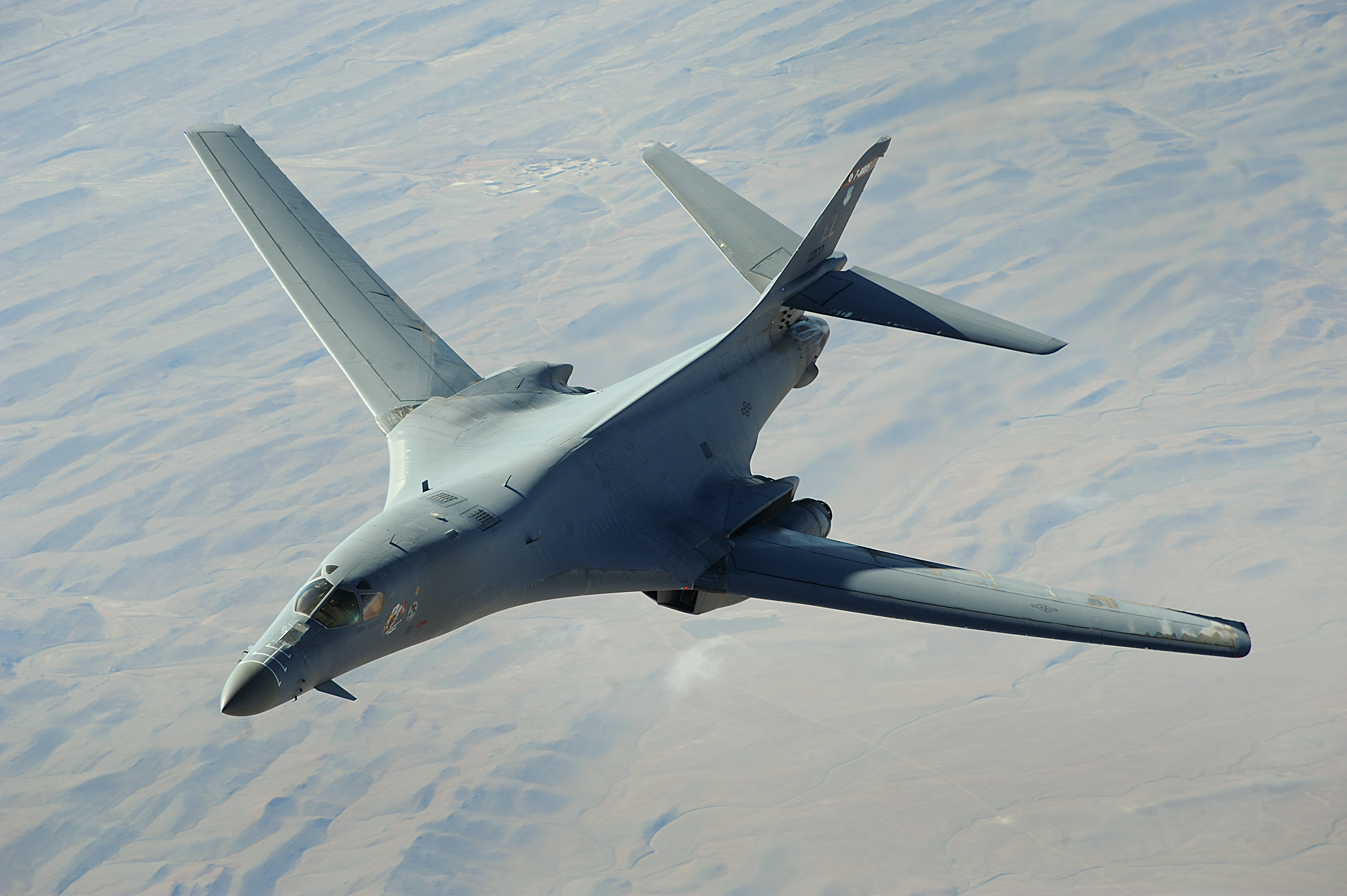
B-1 ランサー

- 10月2日 - アメリカ合衆国のレーガン大統領が、B-1 ランサーの開発の再開と、100機のB-1Bの発注を発表した。
- 10月6日 - オランダのコミュータ会社、NLM シティホッパーの431便のフォッカー F28が竜巻に遭遇し、空中分解し墜落した。乗員4名と乗客13名が犠牲となった。
- 11月13日 - ベン・アブルッツォらがダブルイーグル Vで、気球による太平洋の横断に成功した。
- 11月21日 - アエロフロートの航空機が、アメリカの軍事施設の上空を飛んだことから、アメリカ上空の飛行を禁止された。
- 12月25日 - アメリカ空軍のトーマス・ティラーが、大西洋上で事故を起こし、7日間のボートの漂流後、救助された。

## 1981年に初飛行した機体の画像

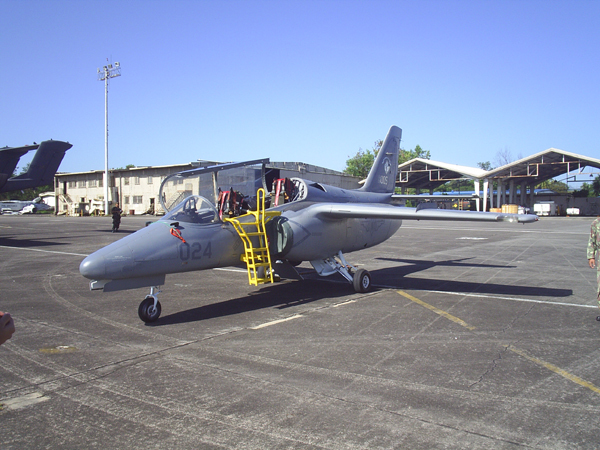
アエルマッキ S-211 （4月10日）
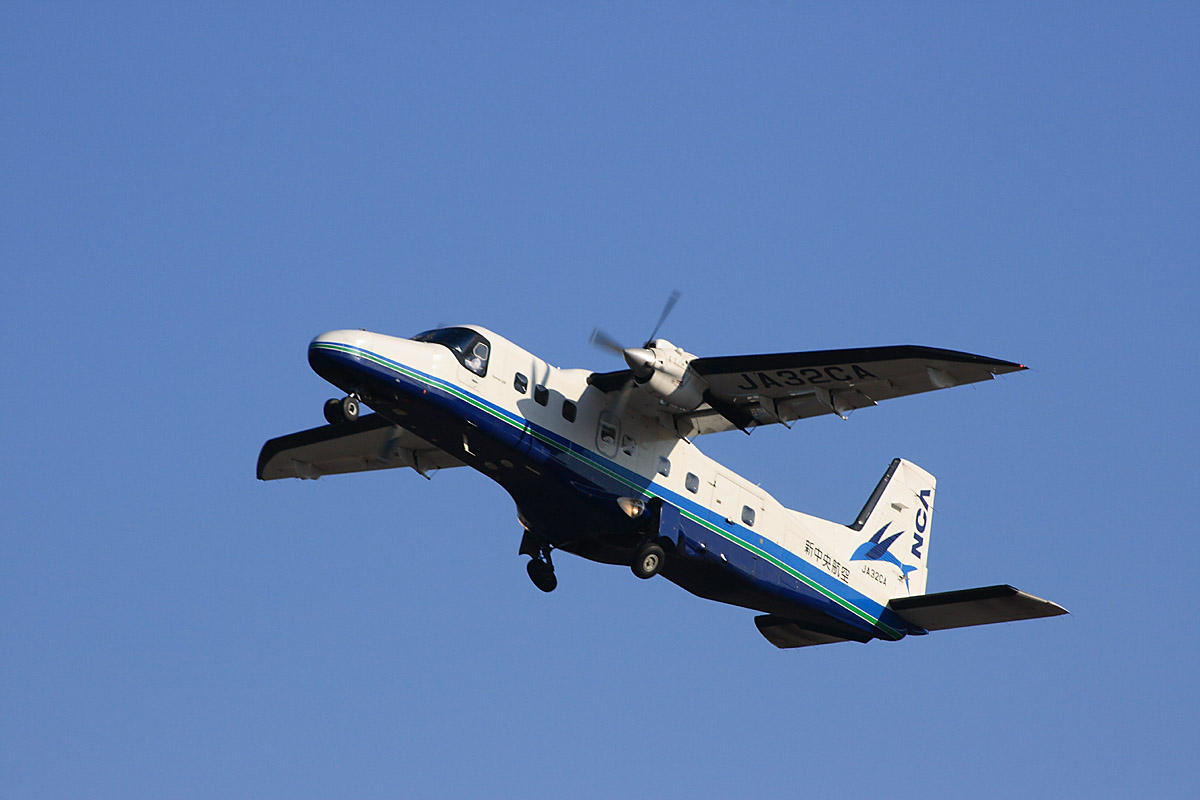
ドルニエ 228 （5月9日）
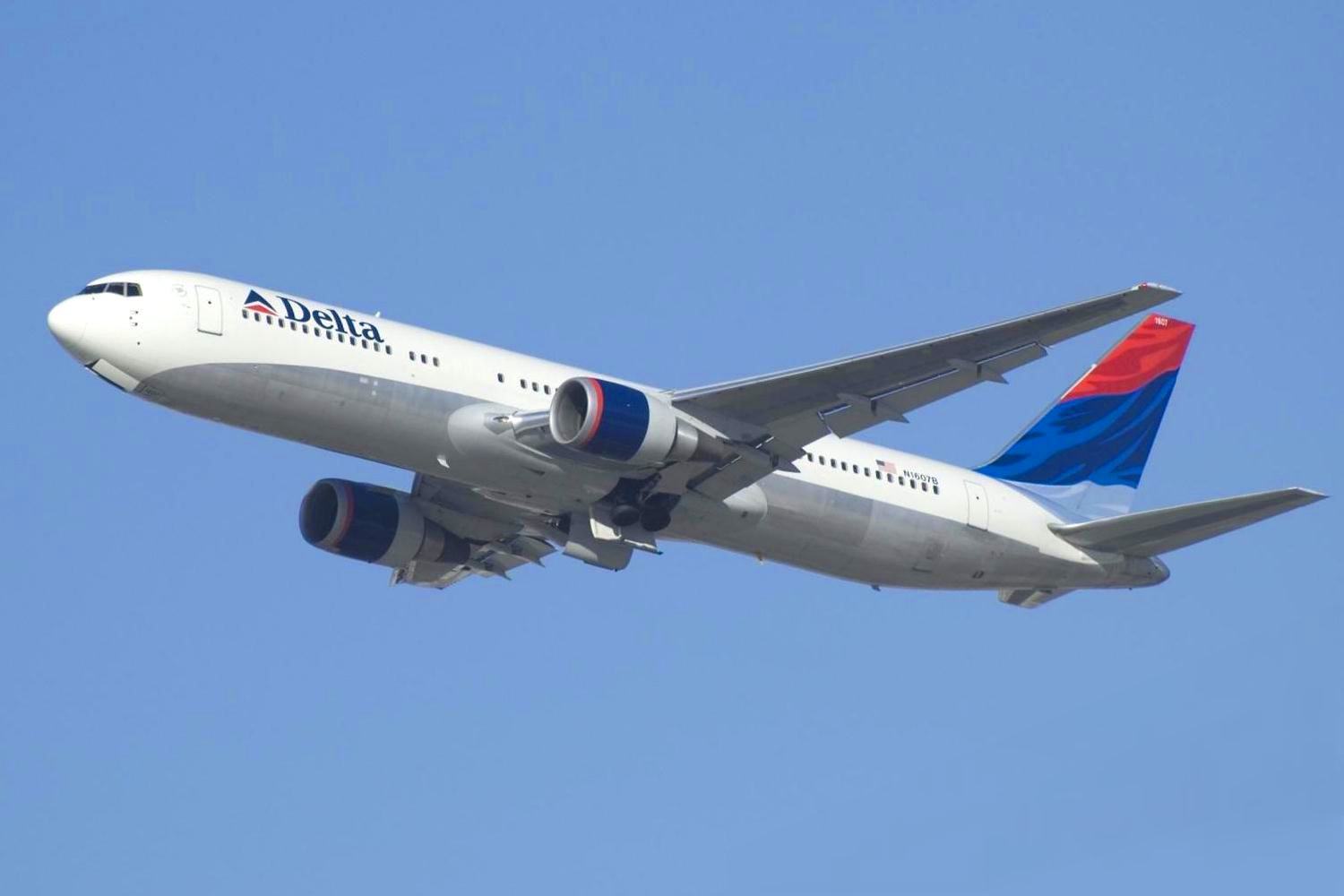
ボーイング767 （9月26日）

## 航空に関する賞の受賞者
- ハーモン・トロフィー：ジェリー・フォスター、 ジャニス・リー・ブラウン
  - 宇宙飛行士部門：ジョン・ヤング、ロバート・クリッペン、ジョゼフ・イーグル、リチャード・トルーリー
- デラボー賞： ベン・アブルッツォ(Ben L. Abruzzo) (USA)、ジョン・ヤング (USA) 、ワレリー・リューミン  (USSR)